# Selenopeltis
Selenopeltis – rodzaj stawonogów z wymarłej gromady trylobitów, z rzędu Lichida. Żył w okresie ordowiku. Jego skamieniałości znaleziono w Afryce.